# 五台虎耳草
五台虎耳草（学名：Saxifraga unguiculata var. limprichtii）为虎耳草科虎耳草属下的一个变种。

## 扩展阅读
- 維基物種上的相關：五台虎耳草